# Gelasma korintjiensis
Gelasma korintjiensis är en fjärilsart som beskrevs av Louis Beethoven Prout 1933. Gelasma korintjiensis ingår i släktet Gelasma och familjen mätare. Inga underarter finns listade i Catalogue of Life.